# 2015年中國洪災
2015年中國洪災，是指發生於2015年5月，於中國南方多個省分的洪災，全年共造成全国319人死亡，81人失踪，但洪灾死亡人数为中华人民共和国成立以来最少。

## 时间表
根據國務院国家防汛抗旱总指挥部的消息，2015年5月18日起，中國江南、華南、西南東部地區出現一波移動性強降雨，广东、广西、湖南、江西、安徽南部、浙江、福建等地為暴雨、局部大暴雨。广西桂江、广东北江、湖南湘江、江西赣江上游及昌江、福建闽江上游支流等28条河流發生洪水災情。赣江上游支流梅川发生「超历史特大洪水」，福建闽江上游九龙溪发生50年一遇特大洪水，广西桂江发生2008年以来最大洪水。截至5月22日早上，已知至少48人死亡，13人失蹤。
截止7月，全国20个省（区、市）2079万人受灾，死亡108人、失踪21人，紧急转移安置107.2万人，农作物受灾1717千公顷，倒塌房屋4.4万间。 暴雨洪水已经直接造成了约353亿元的经济损失，强度为历年罕见。